# Johann Georg Schauberger
Johann Georg Schauberger (* um 1700 in Wien; † 1751 in Brünn) war ein österreichischer Bildhauer, Stuckateur und Maler des Spätbarock, der in Mähren tätig war.

## Leben
Die Lebensdaten sind unklar bzw. nicht belegt. Als Sterbejahr wird auch 1744 angegeben. Gesichert sind nur die Daten aus den Olmützer Archiven. Johann Georg Schauberger war der Sohn des Georg Schauberger aus Wien und wurde um die Wende vom 17. zum 18. Jahrhundert geboren. Im Jahre 1725 wurde er am 16. August in Olmütz Meister und am 20. August Bürger der Stadt. Am 26. November 1725 folgte die Hochzeit mit Anna Theresia, der Tochter des Olmützer Bildhauers Johann Sturmer. Gemeinsam hatten sie einen Sohn Franz Karl. Belegt ist ferner der kurzzeitige Besitz eines Hauses in der Böhmengasse 13 im Jahre 1728 in Olmütz. Um 1730 übersiedelte er nach Brünn.

## Werk
Schauberger war, wie die meisten Bildhauer Mährens seiner Zeit, vom italienischen Stil eines Baldassare Fontana beeinflusst. Seine Werke finden sich neben Olmütz vor allem im südmährischen Raum und in Brünn.
- Statue am Caesar-Brunnen, Oberring, Olmütz (1725), Brunnen von Wenzel Render
- Statue des hl. Florian, Olmütz (1728)
- Ausstattung der Loreto-Kapelle, Minoritenkirche, Brünn (1734)
- Ecce-Homo-Altar, St.-Jakob-Kirche, Brünn (um 1735)
- Hochaltar, Jesuitenkirche Mariä Himmelfahrt, Brünn (1735)
- Engelfiguren, Kirche Mariä Verkündigung und hl. Thomas, Brünn
- Figuren in der Wallfahrtskirche Mariä Geburt, Wranau
- Ausstattung der Pfarrkirche Mariä Himmelfahrt, Holleschau
- Stuckaturen der Pfarrkirche Mariä Himmelfahrt, Kwassitz

Weitere Werke in Doubravník, Mährisch Trübau, Wessely an der March.

## Bilder

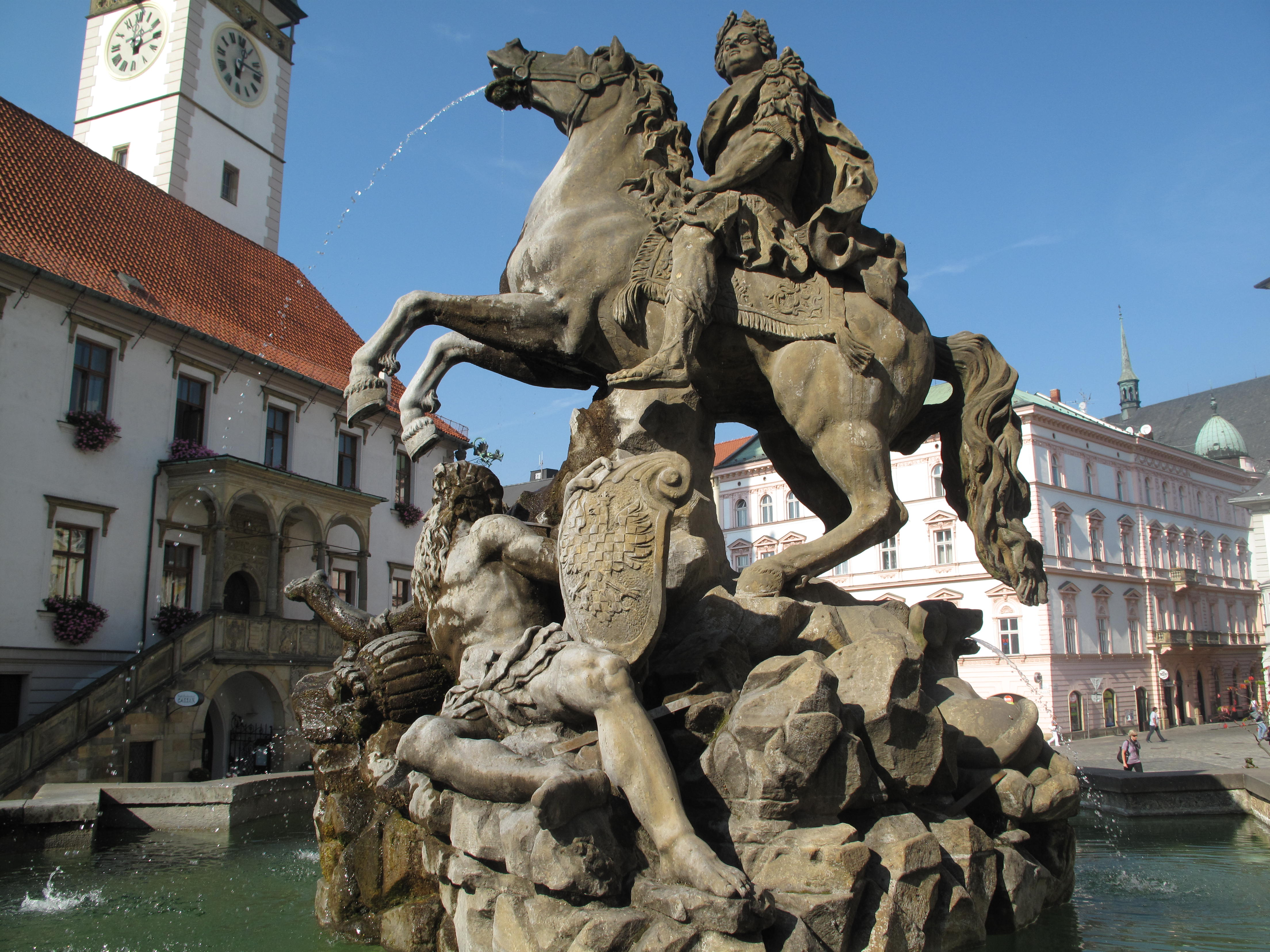
Julius Caesar, Olmütz
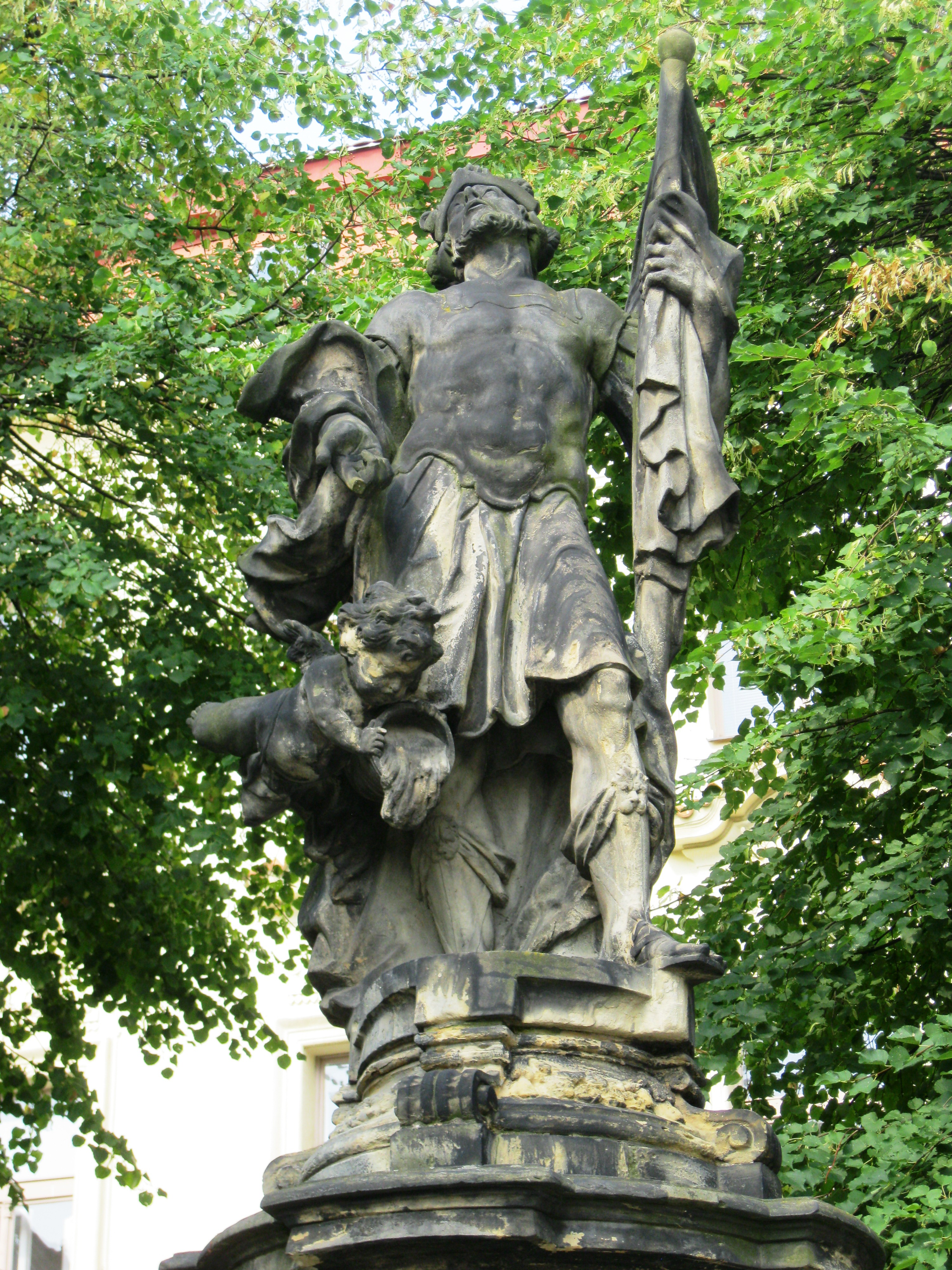
Hl. Florian, Olmütz
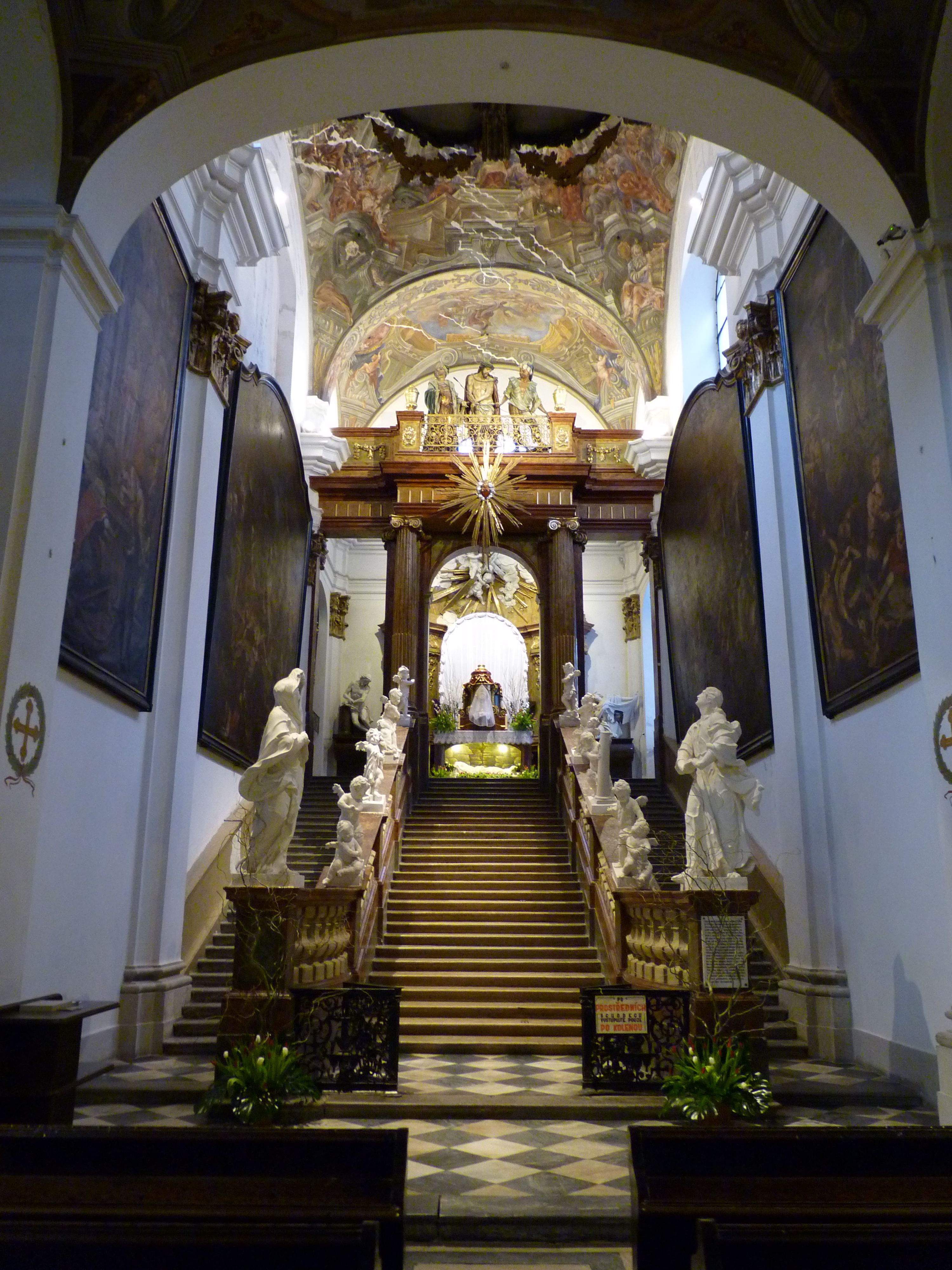
Loreto-Kapelle, Brünn
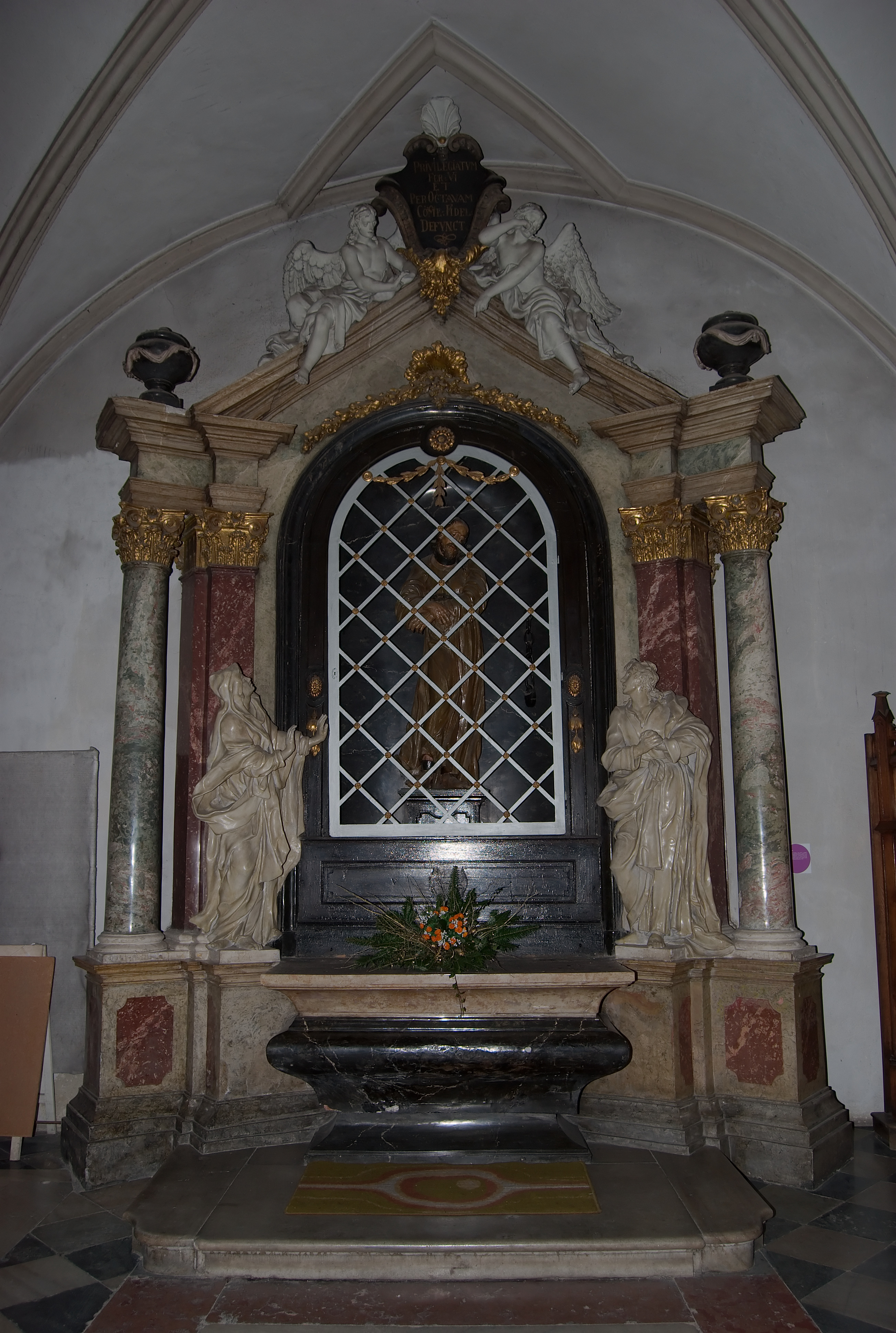
St.-Jakobs-Kirche, Brünn
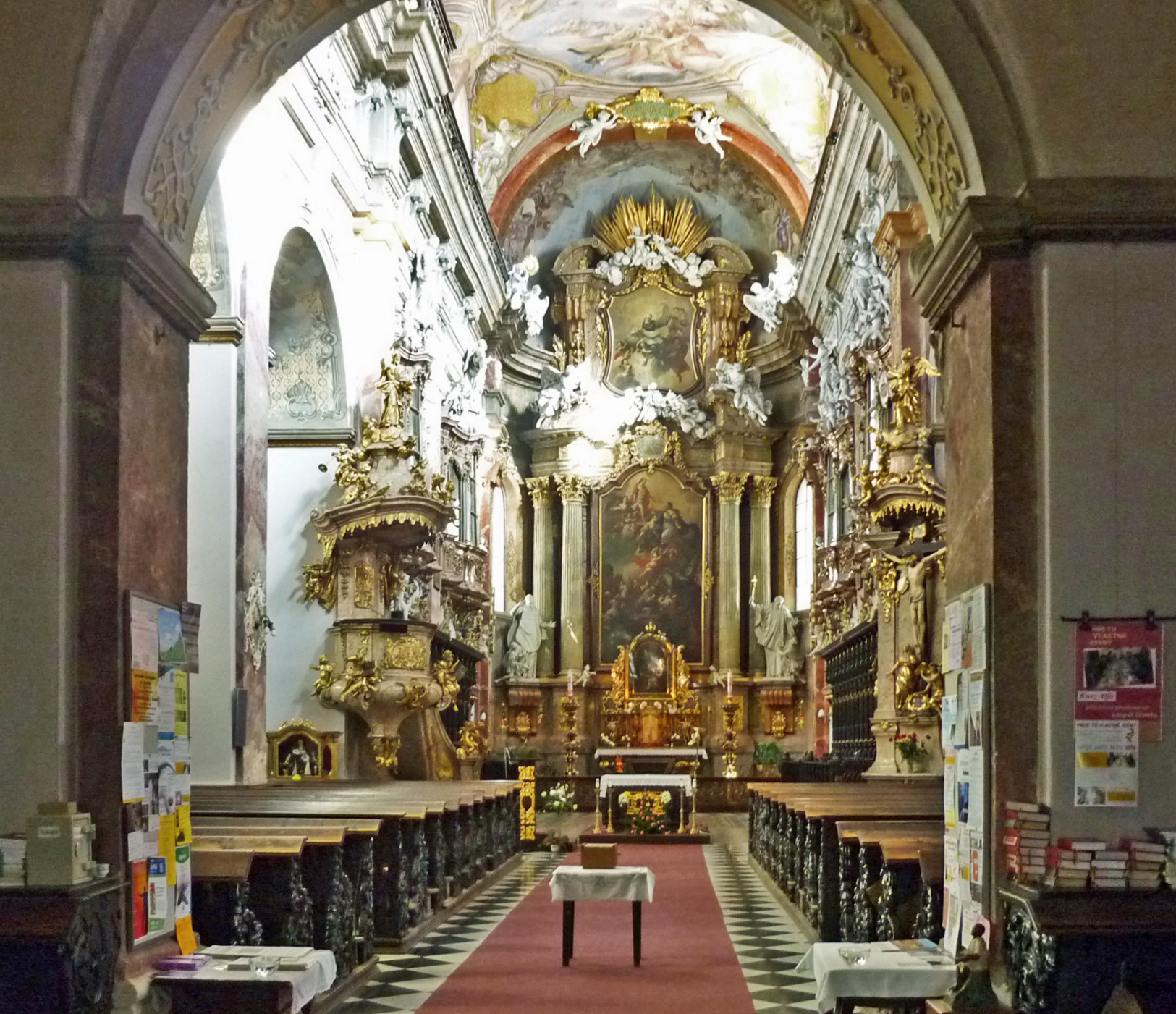
Hochaltar der Jesuitenkirche, Brünn
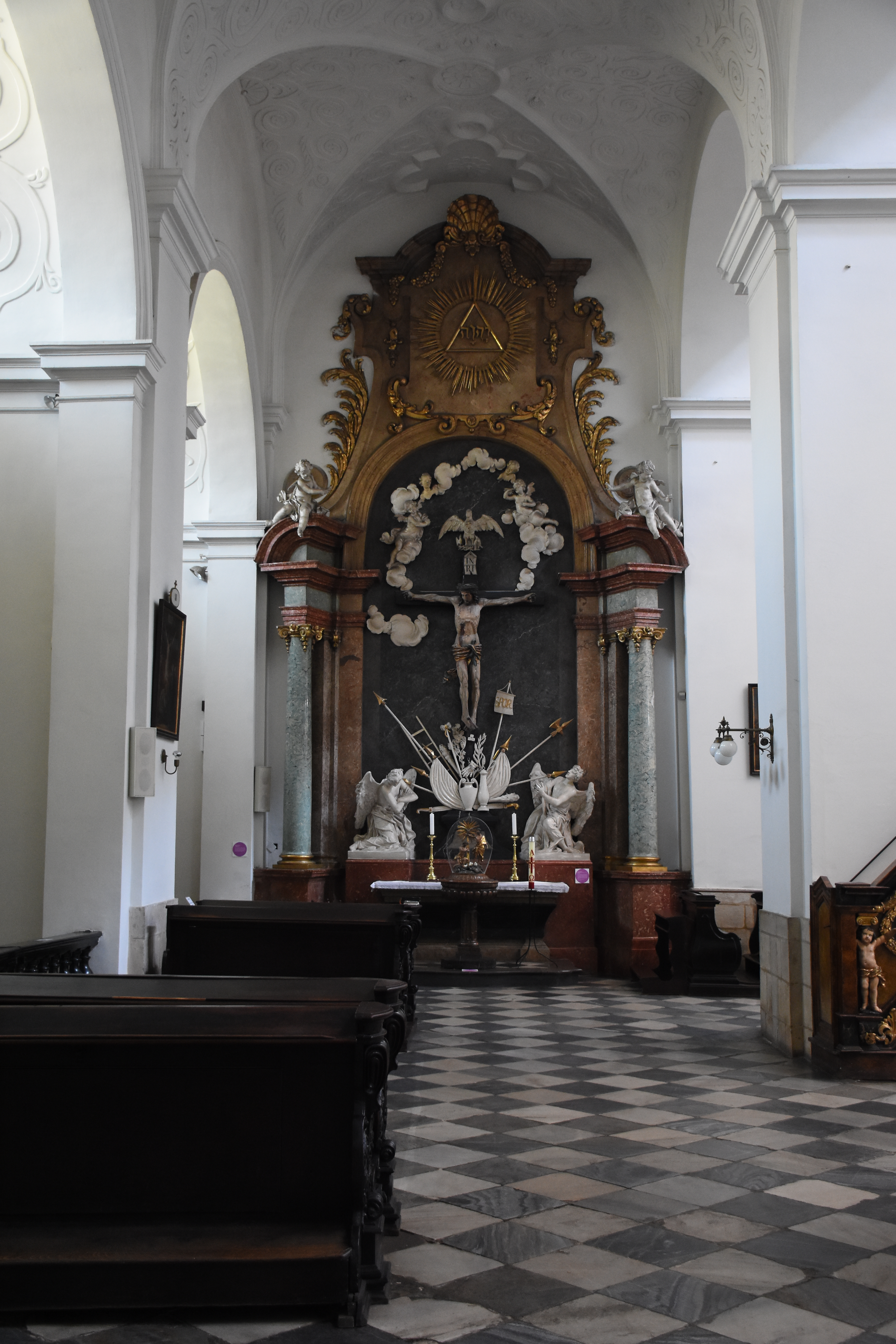
Engelfiguren, Kirche Mariä Verkündigung und hl. Thomas, Brünn
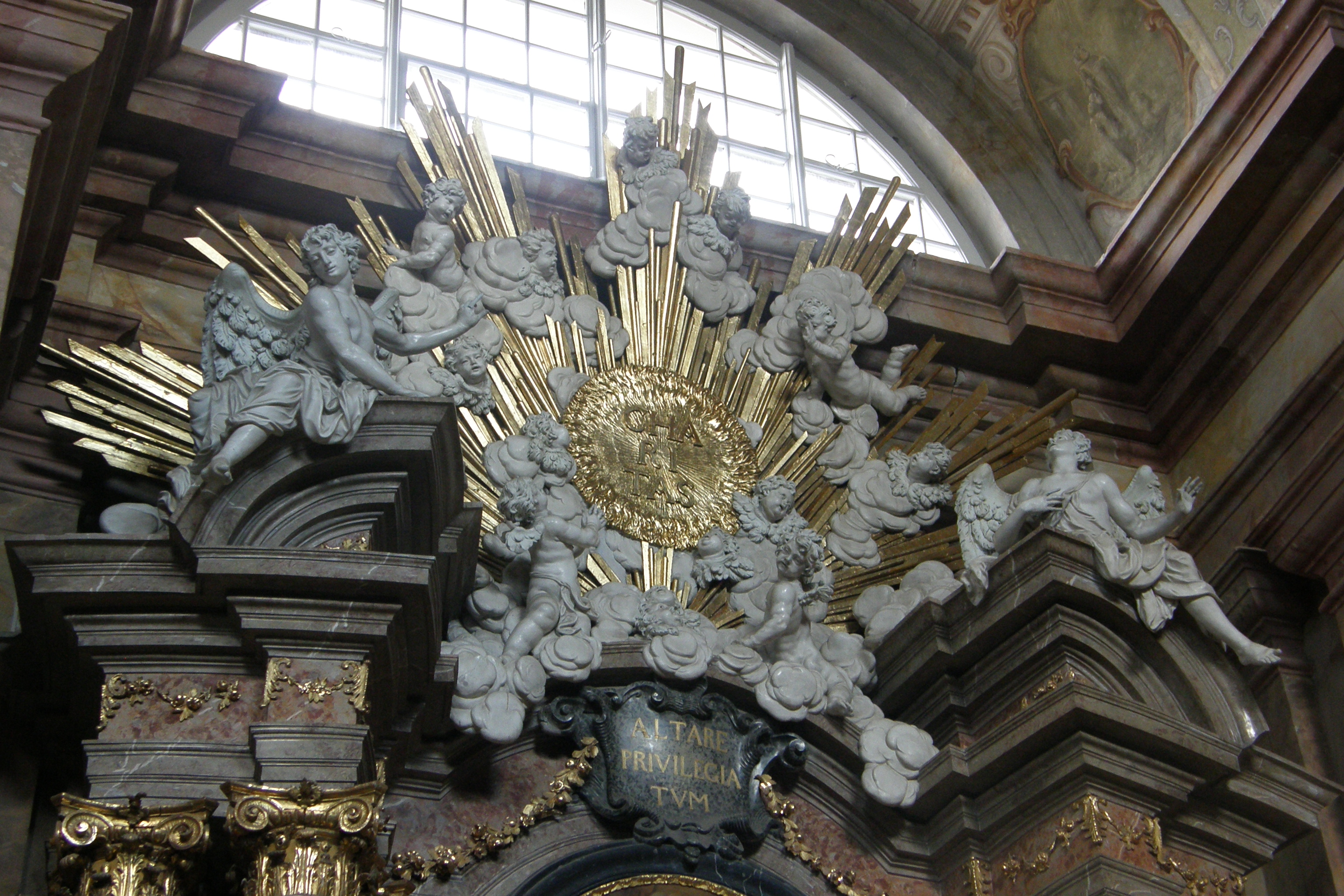
Wallfahrtskirche Mariä Geburt, Wranau
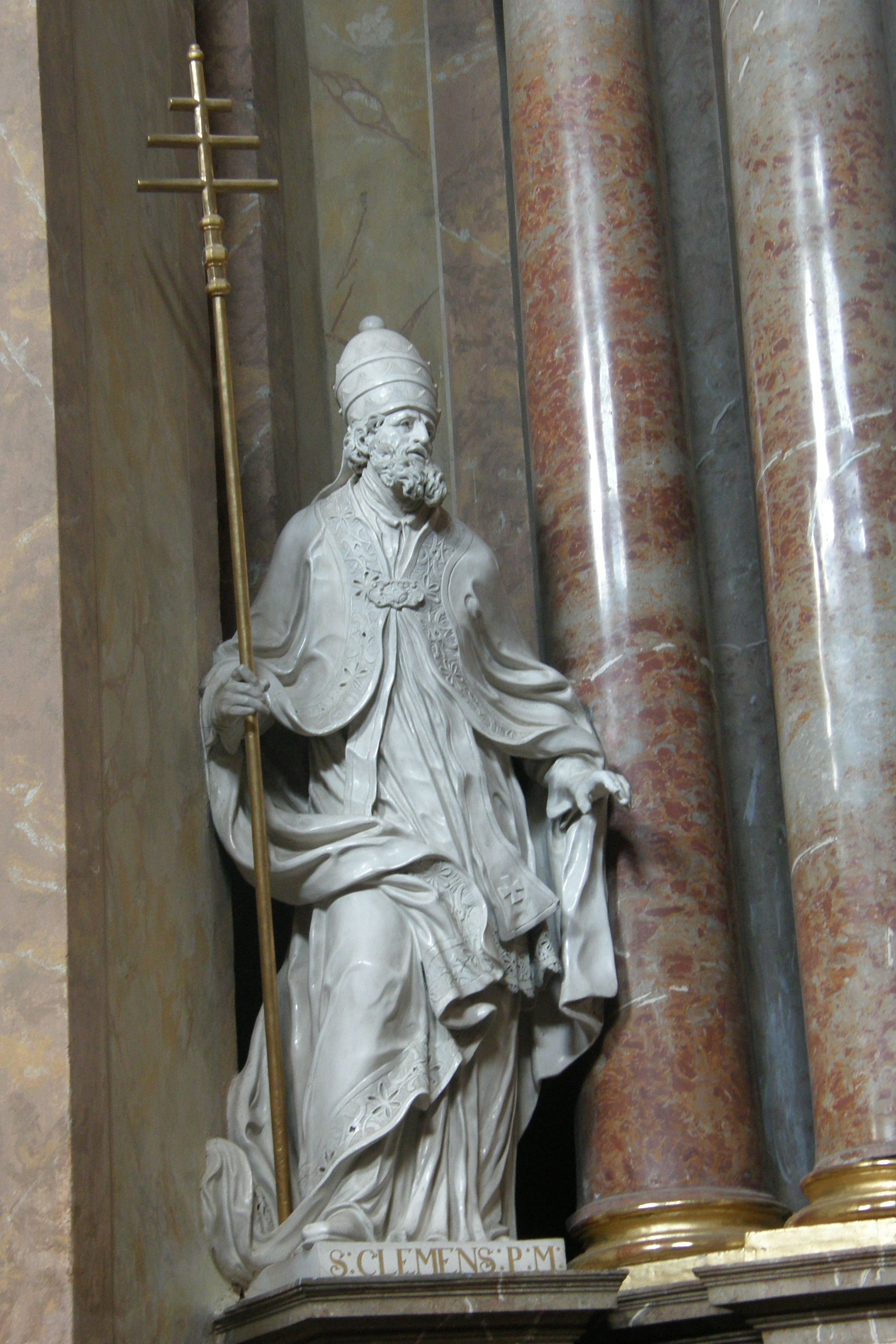
Hl. Klemens, Wranau
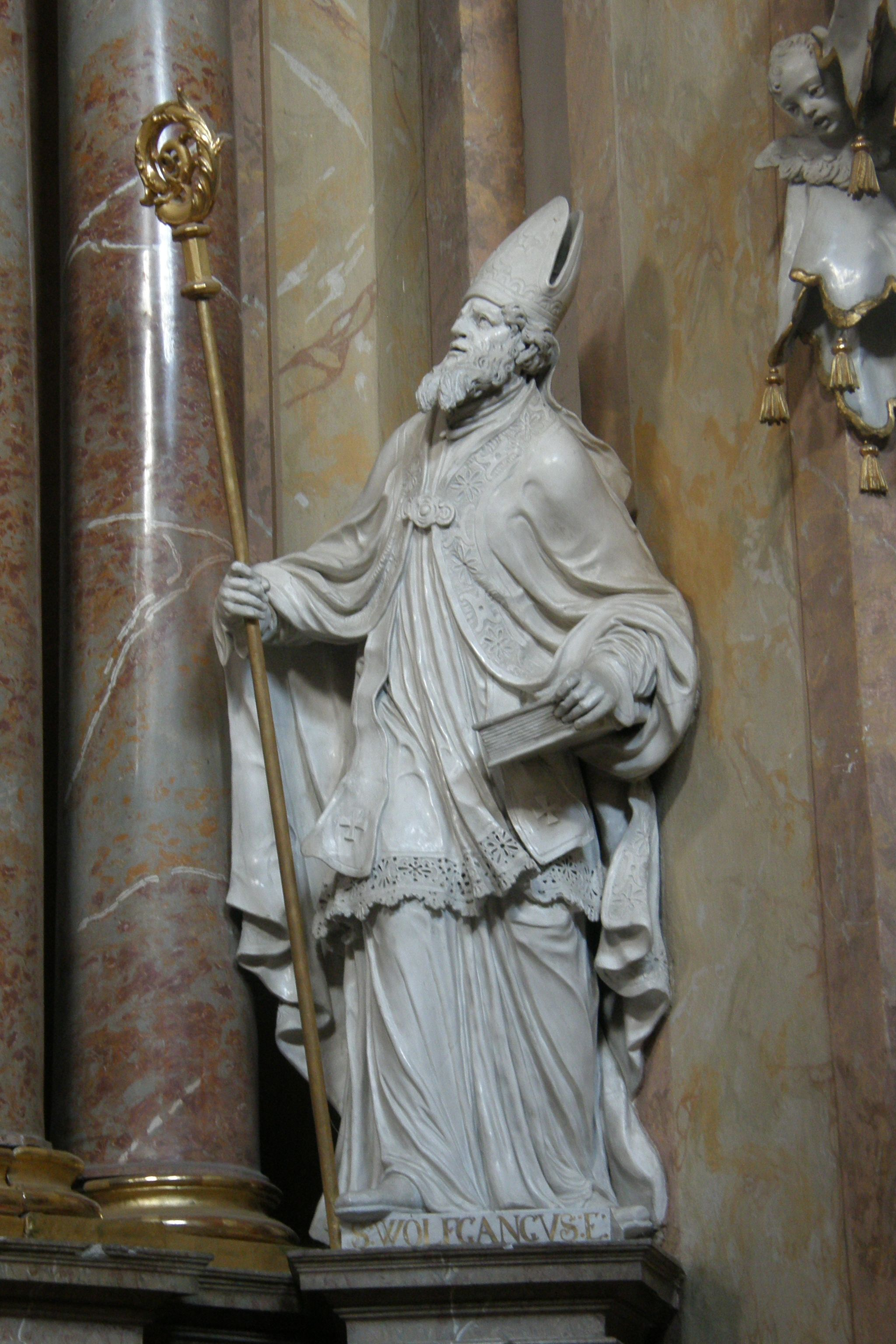
Hl. Wolfgang, Wranau